# Klösterliche Zeichensprachen
Klösterliche Zeichensprachen wurden in Europa seit dem 10. Jahrhundert von christlichen Ordensleuten verwendet, zu deren Tagesablauf Zeiten der Stille gehörten. Die Zisterzienser und Trappisten verwenden auch heute noch solche Kommunikationsmittel in Europa, in Japan, China und den USA. Anders als bei Gebärdensprachen ist diese Sprache eher eine Form von symbolischer Gestenkommunikation, die von hörenden Mönchen erdacht und nur im Kloster genutzt wird. Einige Quellen bezeichnen diese Zeichensprachen auch als Gebärdenlexika.

## Verwendung
Diese Zeichensprachen wurden zu Beginn vielfältig eingesetzt. Umherreisende Franziskaner nutzten Fingeralphabete als Erinnerungshilfe bei Predigten, und in Benediktinerklöstern wurden Wortzeichen für die Kommunikation in Schweigezeiten verwendet. Die Benediktiner verbieten Gespräche in bestimmten Bereichen zu bestimmten Tageszeiten im Kloster. Die häufigste stille Zeit war die „Große Stille“ der Nachtruhe.
Erst im 17. Jahrhundert erkannten Reformbewegungen innerhalb der Zisterzienser- und Trappistengemeinschaften absolutes Schweigen neben anderen Entbehrungen als wertvolle Buße an.

## Zeicheninventar
Die Zeichen sind in den mittelalterlichen Benediktinerklöstern Westeuropas (Portugal bis England) gut dokumentiert. In antiken Texten sind Wortlisten mit begleitenden Zeichen, einschließlich deren Ausführung, enthalten.
Gelegentlich erschließen sich auch die Beweggründe hinter den Zeichen. Die Zeichen sind meistens Substantive, die sich auf das Klosterleben beziehen. Lebensmittel, Kleidungsstücke, bestimmte Räume und Gebäude, Ritualgegenstände und die unterschiedlichen Ränge geistlicher Ämter dominieren den Wortschatz. Zu den wenigen Zeichen für Verben zählen "sitzen," "aufstehen," "knien," und "gestehen." Es besteht fast immer eine ikonische oder visuell motivierte Verbindung zur dargestellten Sache.
Es ist keine spezielle Grammatik für die Zeichenreihenfolge vorhanden und es ist von einer Wortstellung analog der Lautsprache (Latein oder lokale Umgangssprache) mit begleitenden zeigenden Gesten auszugehen. Moderne Zisterziensermönche in England oder den Vereinigten Staaten nutzen eine Syntax ähnlich dem Englischen, während Mönche in Frankreich der französischen Syntax folgen. Natürlich nur so weit wie es die Lexika zulassen. In den Vokabellisten in den mittelalterlichen Texten sind 52 bis 472 Zeichen enthalten.
Die frühesten benediktinischen Zeichenbücher stammen aus der Zeit um 1075 (bzw. 1083) von der Abtei Cluny (Frankreich), und der Abtei Hirsau (Deutschland). Bonaventura verwendete im 13. Jahrhundert den Vorläufer des Fingeralphabets, und die mittelalterlichen Monasteriales Indicia beschreiben 127 Zeichen von angelsächsischen Benediktinermönchen. Zeichen aus dem 16. Jahrhundert von portugiesischen Klöstern wurden ebenfalls dokumentiert.

## Zeichensprachen und Dialekte
- Benediktiner-Zeichensprache
  - Cluny-Dialekt
- Angelsächsische klösterliche Zeichensprache (ausgestorben)
- Augustinische Zeichensprache = Canons Sign Language (ausgestorben)
  - Dubliner Kathedrale (ausgestorben)
  - Kathedrale von Ely (ausgestorben)
  - Paris (ausgestorben)
- Zeichensprache im Zisterzienserorden
  - Zeichensprache der Trappisten

## Weiterführende Literatur
- Bruce, Scott G. (2001). "The Origins of Cistercian Sign Language," Cîteaux: Commentarii cistercienses 52 (2001): 193–209.
- Bruce, Scott G. (2005). "Monastic Sign Language in the Cluniac Customaries," in From Dead of Night to End of Day: The Medieval Customs of Cluny / Du coeur de la nuit à la fin du jour: Les coutumes clunisiennes au Moyen Âge, ed. S. Boynton and I. Cochelin, Disciplina monastica 3. Turnhout || Brepols, 2005, pp. 273–286.
- Bruce, Scott G. (2007). Silence and Sign Language in Medieval Monasticism: The Cluniac Tradition, c. 900-1200. Cambridge || Cambridge University Press 2007.
- Barakat, Robert (1975). The Cistercian sign language : a study in non-verbal communication. (Cistercian Study Series; 7) Kalamazoo, Mich. : Cistercian Publications 1975. Reviewed by Stokoe, W. (1978) in Semiotica, 24, 181-194
- Barley, Nigel F. (1974). Two Anglo-Saxon sign systems compared. In: Semiotica : journal of the International Association for Semiotic Studies 12 (1974), pp. 227–237.
- Jarecki, Walter (1981). Signa loquendi: Die cluniacensischen Signa-Listen eingeleitet und herausgegeben. Baden-Baden: Koerner.
- Daniels, Marilyn (1997). Benedictine Roots in the Development of Deaf Education. Bergin & Garvey, ISBN 0-89789-500-2
- Kendon, Adam (1990). Signs in the cloister and elsewhere. In: Semiotica 79: 3/4 (1990), pp. 307–329
- Nitschke, August (1997). Sign language and gesture in medieval Europe: Monasteries, courts of justice, and society. In: Segerstråle, Ullica / Molnár, Peter (eds): Nonverbal communication : where nature meets culture. Hillsdale, NJ : Erlbaum (1997), pp. 263–274.
- Umiker-Sebeok, Jean, and Sebeok, Thomas A., eds. (1987). Monastic sign language. (Approaches to Semiotics 76). Berlin, New York, Amsterdam : Mouton de Gruyter.